# Philip Lader
Philip Lader (* 17. března 1946 Queens) je americký politik, bývalý velvyslanec Spojených států amerických ve Spojeném království  a výkonný viceprezident společnosti WPP plc. V současnosti je partnerem právní kanceláře Nelson Mullins Riley & Scarborough, kromě toho vykonává funkci ředitele společnosti Marathon Oil. 

## Vzdělání
V roce 1966 absolvoval bakalářské studium z politologii na Dukeově univerzitě, poté v roce 1967 absolvoval magisterské studium z historie na Michiganské univerzitě v Ann Arbor, v letech 1967 až 1968 pokračoval postgraduálním studiem práv a anglické ústavní historie na Oxfordské univerzitě. Titul Juris Doctor získal na Harvardově univerzitě v roce 1972.

## Profesní život
Vykonával funkci poradce Morgan Stanley International. Zastával pozici nezávislého nevýkonného ředitele Rusalu. Byl oceněn čestným doktorátem na několika univerzitách a vysokých školách.
Je zakladatelem diskuzní platformy s názvem Renesanční víkendy (anglicky Renaissance Weekends) pro představitele byznysu, vlády, médií, vědy, technologií a umění. Těchto diskuzí se zpravidla účastní významné osobnosti, jakými jsou nositelé Nobelových a Pulitzerových cen. Diskuze probíhají mimo záznam a šíře tématů je široká, nicméně se hlavně koncentruje na otázky týkající se politiky a byznysu.

## Kontroverzní události
V roce 2013 jako předseda WPP plc byl vystaven kritice za to, že generální ředitel WPP plc Martin Sorrell pobíral značně vysoký plat a byl nejlépe placeným mužem v reklamní branži. Jednalo se o déle trvající kritiku.